# Jacopo Torni
Jacopo Torni  dit Jacobo Fiorentino ou L'Indaco, ou Jacopo dell'Indaco (1476-1526), est un peintre florentin de la haute Renaissance, le frère aîné du peintre Francesco Torni (1492-1560). 

## Biographie
Jacopo Torni fut l'élève de Domenico Ghirlandaio et assista Michel-Ange dans les peintures des plafonds de la chapelle Sixtine.
Il collabora également avec Pinturicchio.